# Ministri per le politiche giovanili della Repubblica Italiana
I ministri per le politiche giovanili della Repubblica Italiana, dopo una prima esperienza nel 1972, si sono avvicendati dal 2006 in poi con diverse denominazioni e competenze.

## Lista
| Ministro | Ministro | Ministro                        | Partito                                     | Governo       | Mandato          | Mandato          | Leg.  |
| Ministro | Ministro | Ministro                        | Partito                                     | Governo       | Inizio           | Fine             | Leg.  |
| --- | -------- | ------------------------------- | ------------------------------------------- | ------------- | ---------------- | ---------------- | ----- |
| Problemi della gioventù |          |                                 |                                             |               |                  |                  |       |
| |          | Italo Giulio Caiati (1916-1993) | Democrazia Cristiana                        | Andreotti II  | 26 giugno 1972   | 8 luglio 1973    | VI    |
| Politiche giovanili e attività sportive |          |                                 |                                             |               |                  |                  |       |
| |          | Giovanna Melandri (1962)        | Democratici di Sinistra Partito Democratico | Prodi II      | 17 maggio 2006   | 8 maggio 2008    | XV    |
| Gioventù |          |                                 |                                             |               |                  |                  |       |
| |          | Giorgia Meloni (1977)           | Il Popolo della Libertà                     | Berlusconi IV | 8 maggio 2008    | 16 novembre 2011 | XVI   |
| Deleghe attribuite al Ministro per la cooperazione internazionale e l'integrazione Andrea Riccardi (16 novembre 2011 - 28 aprile 2013, governo Monti)      |          |                                 |                                             |               |                  |                  |       |
| Pari opportunità, sport e politiche giovanili |          |                                 |                                             |               |                  |                  |       |
| |          | Josefa Idem (1964)              | Partito Democratico                         | Letta         | 28 aprile 2013   | 24 giugno 2013   | XVII  |
| Deleghe conferite alla ministra per l'integrazione Cécile Kyenge (PD), dal 26 giugno 2013 al 22 febbraio 2014 (governo Letta)                              |          |                                 |                                             |               |                  |                  |       |
| Deleghe conferite al ministro del lavoro e delle politiche sociali Giuliano Poletti (PD), dal 22 aprile 2014 al 1º giugno 2018 (governi Renzi e Gentiloni) |          |                                 |                                             |               |                  |                  |       |
| Deleghe conferite al sottosegretario alla Presidenza del Consiglio Vincenzo Spadafora (M5S), dal 13 giugno 2018 al 5 settembre 2019 (governo Conte I)      |          |                                 |                                             |               |                  |                  |       |
| Politiche giovanili e sport |          |                                 |                                             |               |                  |                  |       |
| |          | Vincenzo Spadafora (1974)       | Movimento 5 Stelle                          | Conte II      | 5 settembre 2019 | 13 febbraio 2021 | XVIII |
| Politiche giovanili |          |                                 |                                             |               |                  |                  |       |
| |          | Fabiana Dadone (1984)           | Movimento 5 Stelle                          | Draghi        | 13 febbraio 2021 | 22 ottobre 2022  | XVIII |
| Sport e giovani |          |                                 |                                             |               |                  |                  |       |
| |          | Andrea Abodi (1960)             | Indipendente                                | Meloni        | 22 ottobre 2022  | in carica        | XIX   |